# 1. Fußball- und Sportverein Mainz 05 2001-2002
Questa voce raccoglie le informazioni riguardanti il 1. Fußball- und Sportverein Mainz 05 nelle competizioni ufficiali della stagione 2001-2002.

## Stagione
Nella stagione 2001-2002 il Magonza, allenato da Jürgen Klopp, concluse il campionato di 2. Bundesliga al 4º posto. In Coppa di Germania il Magonza fu eliminato agli ottavi di finale dal Kaiserslautern.

## Rosa
| N. |                     | Ruolo | Calciatore           |
| -- | ------------------- | ----- | -------------------- |
| 1  | Germania (bandiera) | P     | Dimo Wache           |
| 2  | Germania (bandiera) | D     | Kristian Zedi        |
| 3  | Marocco (bandiera)  | A     | Abdelaziz Ahanfouf   |
| 4  | Germania (bandiera) | C     | Sandro Schwarz       |
| 5  | Germania (bandiera) | D     | Peter Neustädter     |
| 6  | Svizzera (bandiera) | D     | Sven Christ          |
| 7  | Svizzera (bandiera) | A     | Blaise N'Kufo        |
| 8  | Germania (bandiera) | C     | Torsten Lieberknecht |
| 9  | Germania (bandiera) | C     | Dennis Weiland       |
| 10 | Germania (bandiera) | C     | Thomas Ziemer        |
| 11 | Germania (bandiera) | C     | Christian Hock       |
| 13 | Ghana (bandiera)    | A     | Nana Bediako         |
| 14 | Germania (bandiera) | C     | Jürgen Kramny        |
| 15 | Germania (bandiera) | C     | Adrian Spyrka        |

| N. |                     | Ruolo | Calciatore         |
| -- | ------------------- | ----- | ------------------ |
| 17 | Germania (bandiera) | C     | Mark Schierenberg  |
| 18 | Germania (bandiera) | D     | Robert Nikolic     |
| 19 | Germania (bandiera) | C     | Christof Babatz    |
| 20 | Ucraina (bandiera)  | A     | Andrij Voronin     |
| 21 | Germania (bandiera) | D     | Markus Schuler     |
| 22 | Germania (bandiera) | A     | Niclas Weiland     |
| 23 | Germania (bandiera) | P     | Sven Hoffmeister   |
| 24 | Germania (bandiera) | D     | Dennis Probst      |
| 26 | Ungheria (bandiera) | D     | Tamás Bódog        |
| 27 | Germania (bandiera) | A     | Michael Thurk      |
| 28 | Croazia (bandiera)  | C     | Vjekoslav Škrinjar |
| 29 | Germania (bandiera) | P     | Christian Wetklo   |
| 30 | Ghana (bandiera)    | D     | Mohammed Muftawu   |
| 34 | Germania (bandiera) | D     | Manuel Friedrich   |

## Organigramma societario
Area tecnica
- Allenatore: Jürgen Klopp
- Allenatore in seconda: Željko Buvač
- Preparatore dei portieri: Stephan Kuhnert
- Preparatori atletici: Axel Busenkell

## Calciomercato

### Sessione estiva
| Acquisti | Acquisti       | Acquisti     | Acquisti |
| R.       | Nome           | da           | Modalità |
| -------- | -------------- | ------------ | -------- |
| D        | Sven Christ    | Losanna      |          |
| C        | Dennis Weiland | Osnabrück    |          |
| A        | Niclas Weiland | TeBe Berlino |          |

| Cessioni | Cessioni           | Cessioni    | Cessioni |
| R.       | Nome               | da          | Modalità |
| -------- | ------------------ | ----------- | -------- |
| A        | Samuel Ipoua       | Monaco 1860 |          |
| D        | Frank Kinkel       | Babelsberg  |          |
| C        | Thorsten Nehrbauer | Hannover 96 |          |
| C        | Abderrahim Ouakili | Xanthī      |          |

### Sessione invernale
| Acquisti | Acquisti           | Acquisti     | Acquisti |
| R.       | Nome               | da           | Modalità |
| -------- | ------------------ | ------------ | -------- |
| A        | Abdelaziz Ahanfouf | Unterhaching |          |

| Cessioni | Cessioni           | Cessioni     | Cessioni |
| R.       | Nome               | da           | Modalità |
| -------- | ------------------ | ------------ | -------- |
| D        | Bernard Schuiteman | Unterhaching |          |

## Risultati

### 2. Bundesliga

#### Girone di andata
| Arbitro: | Sippel |

|  |           |                        |
|  | Marcatori | 78’ Weiland 81’ N'Kufo |

| Arbitro: | Gagelmann |

|                      |           |  |
| Bódog 17’ N'Kufo 37’ | Marcatori |  |

| Arbitro: | Lange |

|                   |           |          |
| Graulund 41’, 43’ | Marcatori | 7’ Thurk |

| Arbitro: | Kinhöfer |

|             |           |  |
| Schwarz 51’ | Marcatori |  |

| Arbitro: | Scheppe |

|                                |           |                  |
| Schuler 24’ Štefulj 61’ (aut.) | Marcatori | 15’, 35’ Stendel |

| Arbitro: | Trautmann |

|                 |           |                           |
| Rietpietsch 51’ | Marcatori | 19’, 90’ Kramny 27’ Thurk |

| Arbitro: | Kemmling |

|                                                                |           |                |
| Weiland 41’ N'Kufo 44’ (rig.) Thurk 45’ Friedrich 65’ Hock 76’ | Marcatori | 31’ Zimmermann |

| Arbitro: | Strampe |

|  |           |            |
|  | Marcatori | 55’ Kramny |

| Arbitro: | Margenberg |

|                        |           |             |
| Thurk 8’ Friedrich 79’ | Marcatori | 20’ Frommer |

| Arbitro: | Rafati |

|                       |           |                                      |
| Montero 39’ Teber 41’ | Marcatori | 23’ Hock 36’, 54’ Voronin 74’ Kramny |

| Arbitro: | Schmidt |

|                                                   |           |               |
| Weiland 44’ Friedrich 45’ Schwarz 78’ Voronin 79’ | Marcatori | 40’ Melunovic |

| Arbitro: | Perl |

|  |           |           |
|  | Marcatori | 73’ Thurk |

| Arbitro: | Aust |

|               |           |           |
| Friedrich 78’ | Marcatori | 64’ Skela |

| Arbitro: | Weber |

|  |           |             |
|  | Marcatori | 64’ Voronin |

| Arbitro: | Sippel |

|                                                 |           |                                                   |
| N'Kufo 6’ (rig.), 78’ Schwarz 73’ Friedrich 88’ | Marcatori | 45’ Ebbers 62’ Grzelak 64’ (rig.) Zeyer 90’ Drsek |

| Arbitro: | Jansen |

|                                          |           |                      |
| Azzouzi 48’ (rig.), 51’ (rig.) Ruman 80’ | Marcatori | 59’ Babatz 86’ Bódog |

| Arbitro: | Koop |

|                   |           |  |
| N'Kufo 13’ (rig.) | Marcatori |  |

#### Girone di ritorno
| Arbitro: | Voss |

|  |           |           |
|  | Marcatori | 76’ Grlić |

| Unterhaching 28 gennaio 2002, ore 20:15 CET 19ª giornata | Unterhaching | 0 – 0 referto | Magonza | Stadion am Sportpark (4 000 spett.)\| Arbitro: \| Weber \| |
| Arbitro:                                                 | Weber        |               |         |                                                            |

| Arbitro: | Berg |

|                   |           |                  |
| N'Kufo 69’ (rig.) | Marcatori | 63’ Christiansen |

| Arbitro: | Strampe |

|            |           |                                                     |
| Melkam 14’ | Marcatori | 22’ (rig.), 29’ (rig.) N'Kufo 25’ Thurk 80’ Voronin |

| Arbitro: | Krug |

|                           |           |  |
| Šimák 37’ Krupniković 69’ | Marcatori |  |

| Arbitro: | Kircher |

|                                     |           |                                  |
| Bódog 10’ Friedrich 42’ Voronin 58’ | Marcatori | 62’ Beliakov 76’ Obad 87’ Müller |

| Arbitro: | Fandel |

|              |           |                                              |
| Feinbier 79’ | Marcatori | 29’ Weiland 52’ N'Kufo 86’ Voronin 90’ Thurk |

| Arbitro: | Brych |

|                        |           |                                   |
| Hock 38’ Friedrich 90’ | Marcatori | 52’ Chałaśkiewicz 90’ Bałuszyński |

| Arbitro: | Koop |

|                         |           |  |
| García 43’ Hoffmann 67’ | Marcatori |  |

| Arbitro: | Keßler |

|                                     |           |  |
| Weiland 10’ Thurk 36’ Friedrich 71’ | Marcatori |  |

| Arbitro: | Wezel |

|  |           |                           |
|  | Marcatori | 4’, 66’ Thurk 88’ Weiland |

| Arbitro: | Kammerer |

|                     |           |           |
| Thurk 3’ Kramny 58’ | Marcatori | 60’ Choji |

| Francoforte sul Meno 8 aprile 2002, ore 20:15 CEST 30ª giornata | Eintracht Francoforte | 0 – 0 referto | Magonza | Waldstadion (21 500 spett.)\| Arbitro: \| Albrecht \| |
| Arbitro:                                                        | Albrecht              |               |         |                                                       |

| Arbitro: | Wack |

|                                       |           |               |
| N'Kufo 2’, 22’ (rig.), 89’ Kramny 64’ | Marcatori | 7’ Wichniarek |

| Arbitro: | Fröhlich |

|           |           |            |
| Drsek 73’ | Marcatori | 5’ Voronin |

| Arbitro: | Weiner |

|           |           |                |
| Thurk 64’ | Marcatori | 49’ Hasenhüttl |

| Arbitro: | Stark |

|                                     |           |            |
| Fiél 58’ (rig.) Vidolov 83’ Isa 90’ | Marcatori | 71’ N'Kufo |

### Coppa di Germania
| Arbitro: | Weber |

|           |           |                       |
| Hasse 29’ | Marcatori | 10’ Hock 114’ Voronin |

| Arbitro: | Fröhlich |

|                                 |           |                       |
| Thurk 44’ Kramny 47’ Babatz 90’ | Marcatori | 16’ Dworrak 87’ Ruman |

| Arbitro: | Aust |

|                              |           |                              |
| Babatz 71’ N'Kufo 84’ (rig.) | Marcatori | 23’ Lokvenc 31’, 42’ Lincoln |

## Statistiche

### Statistiche di squadra
| Competizione      | Punti | In casa | In casa | In casa | In casa | In casa | In casa | In trasferta | In trasferta | In trasferta | In trasferta | In trasferta | In trasferta | Totale | Totale | Totale | Totale | Totale | Totale | DR  |
| Competizione      | Punti | G       | V       | N       | P       | Gf      | Gs      | G            | V            | N            | P            | Gf           | Gs           | G      | V      | N      | P      | Gf     | Gs     | DR  |
| ----------------- | ----- | ------- | ------- | ------- | ------- | ------- | ------- | ------------ | ------------ | ------------ | ------------ | ------------ | ------------ | ------ | ------ | ------ | ------ | ------ | ------ | --- |
| 2. Bundesliga     | 64    | 17      | 9       | 7       | 1       | 38      | 20      | 17           | 9            | 3            | 5            | 28           | 18           | 34     | 18     | 10     | 6      | 66     | 38     | +28 |
| Coppa di Germania | -     | 2       | 1       | 0       | 1       | 5       | 5       | 1            | 1            | 0            | 0            | 2            | 1            | 3      | 2      | 0      | 1      | 7      | 6      | +1  |
| Totale            | 64    | 19      | 10      | 7       | 2       | 43      | 25      | 18           | 10           | 3            | 5            | 30           | 19           | 37     | 20     | 10     | 7      | 73     | 44     | +29 |

### Andamento in campionato
| Giornata  | 1 | 2 | 3 | 4 | 5 | 6 | 7 | 8 | 9 | 10 | 11 | 12 | 13 | 14 | 15 | 16 | 17 | 18 | 19 | 20 | 21 | 22 | 23 | 24 | 25 | 26 | 27 | 28 | 29 | 30 | 31 | 32 | 33 | 34 |
| --------- | - | - | - | - | - | - | - | - | - | -- | -- | -- | -- | -- | -- | -- | -- | -- | -- | -- | -- | -- | -- | -- | -- | -- | -- | -- | -- | -- | -- | -- | -- | -- |
| Luogo     | T | C | T | C | C | T | C | T | C | T  | C  | T  | C  | T  | C  | T  | C  | C  | T  | C  | T  | T  | C  | T  | C  | T  | C  | T  | C  | T  | C  | T  | C  | T  |
| Risultato | V | V | P | V | N | V | V | V | V | V  | V  | V  | N  | V  | N  | P  | V  | P  | N  | N  | V  | P  | N  | V  | N  | P  | V  | V  | V  | N  | V  | N  | N  | P  |
| Posizione | 4 | 2 | 6 | 2 | 4 | 1 | 1 | 1 | 1 | 1  | 1  | 1  | 1  | 1  | 1  | 1  | 1  | 2  | 2  | 2  | 2  | 2  | 3  | 2  | 2  | 3  | 2  | 2  | 2  | 2  | 2  | 2  | 2  | 4  |

Legenda:

Luogo: C = Casa; T = Trasferta. Risultato: V = Vittoria; N = Pareggio; P = Sconfitta.

### Statistiche dei giocatori
| Giocatore       | 2. Bundesliga | 2. Bundesliga | 2. Bundesliga | 2. Bundesliga | Coppa di Germania | Coppa di Germania | Coppa di Germania | Coppa di Germania | Totale   | Totale | Totale      | Totale     |
| Giocatore       | Presenze      | Reti          | Ammonizioni   | Espulsioni    | Presenze          | Reti              | Ammonizioni       | Espulsioni        | Presenze | Reti   | Ammonizioni | Espulsioni |
| --------------- | ------------- | ------------- | ------------- | ------------- | ----------------- | ----------------- | ----------------- | ----------------- | -------- | ------ | ----------- | ---------- |
| A. Ahanfouf     | 4             | 0             | 0             | 0             | 0                 | 0                 | 0                 | 0                 | 4        | 0      | 0           | 0          |
| C. Babatz       | 23            | 1             | 1             | 0             | 3                 | 2                 | 0                 | 0                 | 26       | 3      | 1           | 0          |
| N. Bediako      | 5             | 0             | 0             | 0             | 0                 | 0                 | 0                 | 0                 | 5        | 0      | 0           | 0          |
| T. Bódog        | 30            | 3             | 9             | 0             | 2                 | 0                 | 0                 | 1                 | 32       | 3      | 9           | 1          |
| S. Christ       | 12            | 0             | 2             | 0             | 2                 | 0                 | 0                 | 1                 | 14       | 0      | 2           | 1          |
| M. Friedrich    | 31            | 8             | 3             | 0             | 3                 | 0                 | 1                 | 0                 | 34       | 8      | 4           | 0          |
| C. Hock         | 27            | 3             | 4             | 0             | 2                 | 1                 | 0                 | 0                 | 29       | 4      | 4           | 0          |
| S. Hoffmeister  | 0             | 0             | 0             | 0             | 0                 | 0                 | 0                 | 0                 | 0        | 0      | 0           | 0          |
| J. Kramny       | 33            | 6             | 2             | 0             | 3                 | 1                 | 0                 | 0                 | 36       | 7      | 2           | 0          |
| T. Lieberknecht | 1             | 0             | 0             | 0             | 0                 | 0                 | 0                 | 0                 | 1        | 0      | 0           | 0          |
| M. Muftawu      | 1             | 0             | 0             | 0             | 0                 | 0                 | 0                 | 0                 | 1        | 0      | 0           | 0          |
| B. N'Kufo       | 28            | 14            | 6             | 0             | 3                 | 1                 | 0                 | 0                 | 31       | 15     | 6           | 0          |
| P. Neustädter   | 14            | 0             | 2             | 0             | 2                 | 0                 | 0                 | 0                 | 16       | 0      | 2           | 0          |
| R. Nikolic      | 27            | 0             | 3             | 1             | 3                 | 0                 | 1                 | 0                 | 30       | 0      | 4           | 1          |
| D. Probst       | 4             | 0             | 1             | 0             | 0                 | 0                 | 0                 | 0                 | 4        | 0      | 1           | 0          |
| M. Schierenberg | 0             | 0             | 0             | 0             | 0                 | 0                 | 0                 | 0                 | 0        | 0      | 0           | 0          |
| M. Schuler      | 31            | 1             | 12            | 1             | 3                 | 0                 | 1                 | 0                 | 34       | 1      | 13          | 1          |
| S. Schwarz      | 20            | 3             | 5             | 1             | 2                 | 0                 | 1                 | 0                 | 22       | 3      | 6           | 1          |
| A. Spyrka       | 0             | 0             | 0             | 0             | 0                 | 0                 | 0                 | 0                 | 0        | 0      | 0           | 0          |
| M. Thurk        | 31            | 12            | 3             | 2             | 3                 | 1                 | 0                 | 0                 | 34       | 13     | 3           | 2          |
| A. Voronin      | 34            | 8             | 2             | 0             | 2                 | 1                 | 1                 | 0                 | 36       | 9      | 3           | 0          |
| D. Wache        | 34            | 0             | 4             | 0             | 3                 | 0                 | 0                 | 0                 | 37       | 0      | 4           | 0          |
| D. Weiland      | 31            | 5             | 6             | 1             | 2                 | 0                 | 0                 | 0                 | 33       | 5      | 6           | 1          |
| N. Weiland      | 28            | 1             | 10            | 0             | 0                 | 0                 | 0                 | 0                 | 28       | 1      | 10          | 0          |
| C. Wetklo       | 0             | 0             | 0             | 0             | 0                 | 0                 | 0                 | 0                 | 0        | 0      | 0           | 0          |
| K. Zedi         | 1             | 0             | 0             | 0             | 0                 | 0                 | 0                 | 0                 | 1        | 0      | 0           | 0          |
| T. Ziemer       | 15            | 0             | 1             | 0             | 2                 | 0                 | 0                 | 0                 | 17       | 0      | 1           | 0          |
| V. Škrinjar     | 7             | 0             | 2             | 0             | 1                 | 0                 | 0                 | 0                 | 8        | 0      | 2           | 0          |